# Jenkinsia stolifera
Jenkinsia stolifera és una espècie de peix pertanyent a la família dels clupeids.

## Descripció
- Pot arribar a fer 4 cm de llargària màxima.
- Nombre de vèrtebres: 38-39.[6][7]

## Alimentació
Menja plàncton.

## Hàbitat
És un peix marí, associat als esculls i de clima tropical (31°N-8°N, 85°W-64°W) que viu entre 0-50 m de fondària.

## Distribució geogràfica
Es troba a l'Atlàntic occidental central: Florida, Belize i Veneçuela.

## Observacions
És inofensiu per als humans.